# Chileense parlementsverkiezingen 1924
De Chileense parlementsverkiezingen van 1924 vonden op 2 maart van dat jaar plaats. In zowel de Kamer van Afgevaardigden de Senaat werd de liberale Alianza Liberal de grootste.

## Uitslagen

### Kamer van Afgevaardigden
| Politieke partij | Politieke partij    | Zetels | Percentage |
| ---------------- | ------------------- | ------ | ---------- |
| Alianza Liberal  | Liberal             | 21     | 17,80%     |
| Alianza Liberal  | Radical             | 43     | 36,44%     |
| Alianza Liberal  | Democrático         | 11     | 9,32%      |
| Unión Nacional   | Conservador         | 25     | 21,19%     |
| Unión Nacional   | Nacional            | 9      | 7,63%      |
| Unión Nacional   | Liberal Democrático | 9      | 7,63%      |
|                  | Obrero Socialista   | 0      | 0%         |
| Totaal           | Totaal              | 118    | 100%       |

### Senaat
- 13 van de 32 zetels verkiesbaar

| Politieke partijen | Politieke partijen  | Zetels | Percentage |
| ------------------ | ------------------- | ------ | ---------- |
| Alianza Liberal    | Liberal             | 2      |            |
| Alianza Liberal    | Radical             | 4      |            |
| Alianza Liberal    | Democrático         | 1      |            |
| Unión Nacional     | Conservador         | 3      |            |
| Unión Nacional     | Nacional            | 2      |            |
| Unión Nacional     | Liberal Democrático | 1      |            |
| Totaal             | Totaal              | 13     | 100%       |

Samenstelling Senaat 1921-1927
| Partij              | Zetels |
| ------------------- | ------ |
| Liberal             | 8      |
| Conservador         | 7      |
| Liberal Democrático | 3      |
| Nacional            | 3      |
| Radical             | 9      |
| Democrático         | 2      |
| Totaal              | 32     |